# Charles Lamont
Charles Lamont (* 5. Mai 1895 in Sankt Petersburg, Russisches Kaiserreich; † 12. September 1993 in Los Angeles, Kalifornien) war ein US-amerikanischer Filmregisseur sowie Drehbuchautor.
Sein Debüt als Regisseur gab er 1923 mit dem Kurzfilm The Big Game. Insgesamt drehte Lamont mehr als 200 Filme, wobei er vor allem (zumeist eher billige) Komödien inszenierte. Er drehte unter anderem mit Buster Keaton und Shirley Temple, letztere soll er auch für den Film entdeckt haben. Seine ersten Langfilme inszenierte er ab Mitte der 1930er Jahre. Ab 1942 arbeitete er für das Filmstudio Universal Studios. 1943 drehte er mit Abbott und Costello auf Glatteis seinen ersten Film mit dem Filmpaar Abbott und Costello, in den 1950er Jahren folgten zahlreiche weitere. Seinen letzten Film drehte er 1956.

## Filmografie (Auswahl)
- 1932: War Babies
- 1943: Abbott und Costello auf Glatteis (Hit the Ice)
- 1944: The Merry Monahans
- 1945: Die Herberge zum Roten Pferd (Frontier Gal)
- 1946: Die Ausreißerin (The Runaround)
- 1947: Die falsche Sklavin (Slave Girl)
- 1949: Die schwarzen Teufel von Bagdad (Bagdad)
- 1950: I Was a Shoplifter
- 1950: Abbott und Costello als Legionäre (Abbott and Costello in the Foreign Legion)
- 1950: Ärger in Cactus Creek (Curtain Call at Cactus Creek)
- 1951: Die Flamme von Arabien (Flame of Araby)
- 1951: Auf Sherlock Holmes’ Spuren (Abbott and Costello Meet the Invisible Man)
- 1952: Piraten wider Willen (Abbott and Costello Meet Captain Kidd)
- 1953: Abbott and Costello Go to Mars
- 1953: Abbott und Costello gegen Dr. Jekyll und Mr. Hyde (Abbott and Costello Meet Dr. Jekyll and Mr. Hyde)
- 1954: Abbott und Costello als Gangsterschreck (Abbott and Costello Meet the Keystone Cops)
- 1955: Abbott und Costello als Mumienräuber (Abbott and Costello Meet the Mummy)